# أولريكه فرانك
أولريكه فرانك (بالألمانية: Ulrike Frank) (و. 1969  م) هي ممثلة مسرحية، وممثلة أفلام ألمانية، ولدت في شتوتغارت.

## وصلات خارجية
- أولريكه فرانك على موقع IMDb (الإنجليزية)
- أولريكه فرانك على موقع قاعدة بيانات الفيلم (الإنجليزية)
- أولريكه فرانك على موقع كينوبويسك (الروسية)

- أولريكه فرانك في قاعدة بيانات الأفلام على الإنترنت